# Nummer 1-hits in de Billboard Hot 100 in 2008
Deze hits stonden in 2008 op nummer 1 in de Billboard Hot 100, de bekendste Amerikaanse hitlijst.
| Nummer | Datum        | Artiest                   | Titel                            |
| ------ | ------------ | ------------------------- | -------------------------------- |
| 954    | 5 januari    | Flo Rida & T-Pain         | Low                              |
|        | 12 januari   | Flo Rida & T-Pain         | Low                              |
|        | 19 januari   | Flo Rida & T-Pain         | Low                              |
|        | 26 januari   | Flo Rida & T-Pain         | Low                              |
|        | 2 februari   | Flo Rida & T-Pain         | Low                              |
|        | 9 februari   | Flo Rida & T-Pain         | Low                              |
|        | 16 februari  | Flo Rida & T-Pain         | Low                              |
|        | 23 februari  | Flo Rida & T-Pain         | Low                              |
|        | 1 maart      | Flo Rida & T-Pain         | Low                              |
|        | 8 maart      | Flo Rida & T-Pain         | Low                              |
| 955    | 15 maart     | Usher & Young Jeezy       | Love in this club                |
|        | 22 maart     | Usher & Young Jeezy       | Love in this club                |
|        | 29 maart     | Usher & Young Jeezy       | Love in this club                |
| 956    | 5 april      | Leona Lewis               | Bleeding love                    |
| 957    | 12 april     | Mariah Carey              | Touch my body                    |
|        | 19 april     | Mariah Carey              | Touch my body                    |
| 956    | 26 april     | Leona Lewis               | Bleeding love                    |
| 958    | 3 mei        | Lil' Wayne & Static Major | Lollipop                         |
| 956    | 10 mei       | Leona Lewis               | Bleeding love                    |
|        | 17 mei       | Leona Lewis               | Bleeding love                    |
| 959    | 24 mei       | Rihanna                   | Take a bow                       |
| 958    | 31 mei       | Lil' Wayne & Static Major | Lollipop                         |
|        | 7 juni       | Lil' Wayne & Static Major | Lollipop                         |
|        | 14 juni      | Lil' Wayne & Static Major | Lollipop                         |
|        | 21 juni      | Lil' Wayne & Static Major | Lollipop                         |
| 960    | 28 juni      | Coldplay                  | Viva la vida                     |
| 961    | 5 juli       | Katy Perry                | I kissed a girl                  |
|        | 12 juli      | Katy Perry                | I kissed a girl                  |
|        | 19 juli      | Katy Perry                | I kissed a girl                  |
|        | 26 juli      | Katy Perry                | I kissed a girl                  |
|        | 2 augustus   | Katy Perry                | I kissed a girl                  |
|        | 9 augustus   | Katy Perry                | I kissed a girl                  |
|        | 16 augustus  | Katy Perry                | I kissed a girl                  |
| 962    | 23 augustus  | Rihanna                   | Disturbia                        |
|        | 30 augustus  | Rihanna                   | Disturbia                        |
| 963    | 6 september  | T.I.                      | Whatever You Like                |
|        | 13 september | T.I.                      | Whatever you like                |
|        | 20 september | T.I.                      | Whatever you like                |
| 964    | 27 september | Pink                      | So what                          |
| 963    | 4 oktober    | T.I.                      | Whatever you like                |
|        | 11 oktober   | T.I.                      | Whatever you like                |
| 965    | 18 oktober   | T.I. & Rihanna            | Live your life                   |
| 966    | 25 oktober   | Britney Spears            | Womanizer                        |
| 963    | 1 november   | T.I.                      | Whatever you like                |
|        | 8 november   | T.I.                      | Whatever you like                |
| 965    | 15 november  | T.I. & Rihanna            | Live your life                   |
|        | 22 november  | T.I. & Rihanna            | Live your life                   |
|        | 29 november  | T.I. & Rihanna            | Live your life                   |
|        | 6 december   | T.I. & Rihanna            | Live your life                   |
| 967    | 13 december  | Beyoncé                   | Single ladies (Put a ring on it) |
| 965    | 20 december  | T.I. & Rihanna            | Live your life                   |
| 967    | 27 december  | Beyoncé                   | Single ladies (Put a ring on it) |

1940 ·
1941 · 
1942 ·
1943 ·
1944 ·
1945 ·
1946 ·
1947 ·
1948 ·
1949 ·
1950 ·
1951 ·
1952 ·
1953 ·
1954 ·
1955 ·
1956 ·
1957 ·
1958 ·
1959 ·
1960 ·
1961 ·
1962 ·
1963 ·
1964 ·
1965 ·
1966 ·
1967 ·
1968 ·
1969 ·
1970 ·
1971 ·
1972 ·
1973 ·
1974 ·
1975 ·
1976 ·
1977 ·
1978 ·
1979 ·
1980 ·
1981 ·
1982 ·
1983 ·
1984 ·
1985 ·
1986 ·
1987 ·
1988 ·
1989 ·
1990 ·
1991 ·
1992 ·
1993 ·
1994 ·
1995 ·
1996 ·
1997 ·
1998 ·
1999 ·
2000 ·
2001 ·
2002 ·
2003 ·
2004 ·
2005 ·
2006 ·
2007 ·
2008 ·
2009 ·
2010 ·
2011 ·
2012 ·
2013 ·
2014 ·
2015 ·
2016 ·
2017 ·
2018 ·
2019 ·
2020 ·
2021 ·
2022 ·
2023
- Nederland (Top 40)
- Nederland (Single Top 100)
- Nederland (3FM Mega Top 50)
- Nederland (Kink 40)
- Nederland (DVD Top 30)
- Vlaanderen (Radio 2 Top 30)
- Vlaanderen (Ultratop 50)
- Vlaanderen (Top 30 van Ultratop)
- Vlaanderen (De Afrekening)
- Wallonië
- Australië
- Canada
- Denemarken
- Duitsland
- Frankrijk
- Ierland
- Italië
- Nieuw-Zeeland
- Noorwegen
- Oostenrijk
- Spanje
- Verenigd Koninkrijk
- Verenigde Staten (Hot 100)
- Zweden
- Zwitserland